# Nijō (Tennō)

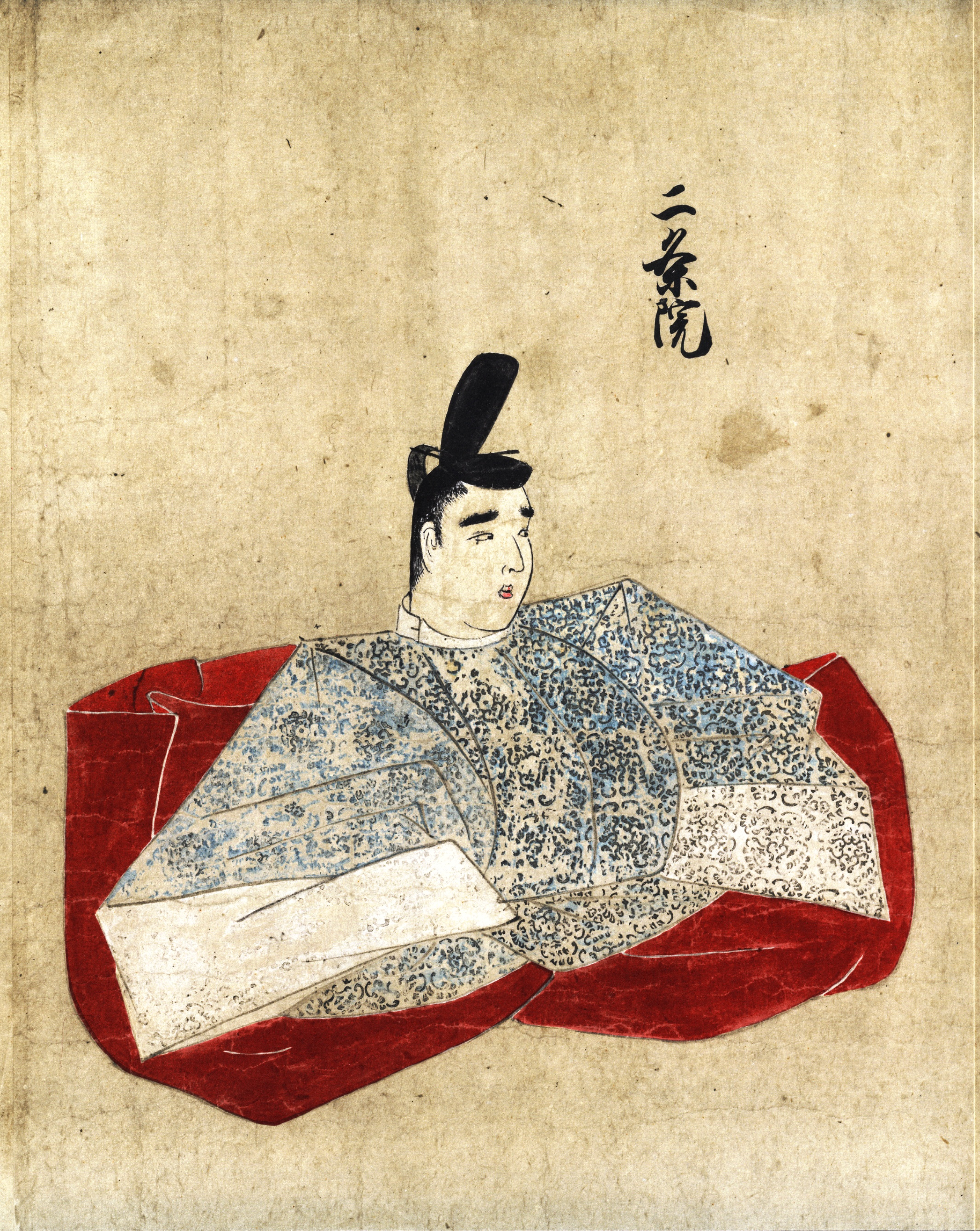
Kaiser Nijō

Nijō (jap. 二条天皇, Nijō-tennō; * 31. Juli 1143; † 5. September 1165) war der 78. Tennō von Japan (5. September 1158–3. August 1165). Sein Eigenname war Morihito (守仁). Er war der erste Sohn des Go-Shirakawa-tennō und Vater des Rokujō-tennō.
Während seiner Regierungszeit wurde die eigentliche Politik von seinem Vater, dem ehemaligen Go-Shirakawa-tennō bestimmt. Der Politiker und Samurai Taira no Kiyomori unterstützte ihn dabei.
Diese Art der Regierung in Japan nennt man auch Insei bzw. Klosterherrschaft.